# Mandunyane
Mandunyane – wieś w Botswanie w dystrykcie Central. Według spisu ludności z 2011 roku wieś liczyła 3589 mieszkańców.